# Haruchika Aoki
Haruchika Aoki (28 de marzo de 1976, Gumma, Japón) es un expiloto de motociclismo japonés. Fue bicampeón del mundo de 125cc. Él es el más joven de tres hermanos Aoki que han competido en carreras de motocicletas.
Aoki comenzó su carrera en 1993 con Honda. Ganó dos campeonatos mundiales consecutivos de 125cc en 1995 y 1996 con Honda antes de pasar a la categoría de 250cc en 1997. Después de dos años en la categoría de 250cc, Aoki pasó a la categoría de 500cc en 1999. En 2000, compitió en el Campeonato Mundial de Superbikes en una Ducati antes de regresar al Campeonato del Mundo de Motociclismo en 2001. Montando una Honda NSR500V de dos tiempos, terminó la temporada como el mejor piloto privado. Aoki se retiró después de la temporada 2002.
Posteriormente, participó en el campeonato japonés Auto Race. Regresó a las carreras de circuitos en 2016, cuando compitió en el MFJ All-Japan Road Race JP250 Championship a bordo de una Yamaha YZF-R25.

## Resultados en el Campeonato del Mundo
Sistema de puntuación de 1993 hasta 2022:
| Posición | 1.º | 2.º | 3.º | 4.º | 5.º | 6.º | 7.º | 8.º | 9.º | 10.º | 11.º | 12.º | 13.º | 14.º | 15.º |
| Puntos   | 25  | 20  | 16  | 13  | 11  | 10  | 9   | 8   | 7   | 6    | 5    | 4    | 3    | 2    | 1    |

### Carreras por año
(Carreras en negrita indica pole position; carreras en cursiva indica vuelta rápida)
| Año  | Cat.  | Moto  | 1      | 2      | 3      | 4      | 5      | 6      | 7       | 8      | 9       | 10     | 11      | 12     | 13     | 14     | 15    | Pos. | Pts. |
| ---- | ----- | ----- | ------ | ------ | ------ | ------ | ------ | ------ | ------- | ------ | ------- | ------ | ------- | ------ | ------ | ------ | ----- | ---- | ---- |
| 1993 | 125cc | Honda | AUS 14 | MAL 11 | JPN 7  | SPA 19 | AUT 16 | GER 20 | NED Ret | EUR 10 | SMR Ret | GBR 18 | CZE Ret | ITA 13 | USA 5  | FIM 13 |       | 14.º | 39   |
| 1994 | 125cc | Honda | AUS 17 | MAL 10 | JPN 17 | SPA 14 | AUT 25 | GER    | NED 12  | ITA 9  | FRA 12  | GBR 13 | CZE 19  | USA 4  | ARG 12 | EUR 3  |       | 12.º | 59   |
| 1995 | 125cc | Honda | AUS 1  | MAL 18 | JPN 1  | SPA 1  | GER 1  | ITA 1  | NED 5   | FRA 1  | GBR Ret | CZE 2  | BRA 3   | ARG 14 | EUR 1  |        |       | 1.º  | 224  |
| 1996 | 125cc | Honda | MAL 2  | INA 2  | JPN 2  | SPA 1  | ITA 2  | FRA 7  | NED 3   | GER 3  | GBR 8   | AUS NC | CZE 6   | IMO NC | CAT 5  | RIO 1  | EUR 2 | 1.º  | 220  |